# Liste der Baudenkmale in Börgerende-Rethwisch
In der Liste der Baudenkmale in Börgerende-Rethwisch sind alle Baudenkmale der Gemeinde Börgerende-Rethwisch (Landkreis Rostock) und ihrer Ortsteile aufgelistet (Stand 10. Februar 2021).

## Legende
In den Spalten befinden sich folgende Informationen:
- ID-Nr: Die Nummer wird von den Denkmalämtern der Landkreise vergeben. Wenn sie nicht bekannt ist, bleibt die Spalte leer. In dieser Spalte kann sich zusätzlich das Wort Wikidata befinden, der entsprechende Link führt zu Angaben zu diesem Denkmal bei Wikidata.
- Lage: die Adresse des Denkmales und die geographischen Koordinaten.
Link zu einem Kartenansichtstool, um Koordinaten zu setzen. In der Kartenansicht sind Denkmale ohne Koordinaten mit einem roten bzw. orangen Marker dargestellt und können in der Karte gesetzt werden. Denkmale ohne Bild sind mit einem blauen bzw. roten Marker gekennzeichnet, Denkmale mit Bild mit einem grünen bzw. orangen Marker.
- Bezeichnung: Bezeichnung, so wie sie in den offiziellen Listen der Denkmalämter steht. Ein Link hinter der Bezeichnung führt zum Wikipedia-Artikel über das Denkmal. Wenn die Bezeichnung der Denkmalämter inhaltlich fehlerhaft ist, ist in der Spalte „Beschreibung“ darauf hinzuweisen.
- Beschreibung: Beschreibung des Denkmales
- Bild: ein Bild des Denkmales und gegebenenfalls einen Link zu weiteren Fotos des Denkmals im Medienarchiv Wikimedia Commons

## Bahrenhorst
| ID  | Lage                       | Bezeichnung | Beschreibung | Bild |
| --- | -------------------------- | ----------- | ------------ | ---- |
| 793 | Doberaner Straße 5 (Karte) | Gutshaus    |              |      |

## Börgerende
| ID  | Lage                                 | Bezeichnung            | Beschreibung | Bild                   |
| --- | ------------------------------------ | ---------------------- | --- | ---------------------- |
| 164 | Seestraße 27 (Karte)                 | Wohnhaus               | 1-gesch. Putzbau mit 2-gesch. Zwerchgiebel und Krüppelwalmdach. | Wohnhaus               |
| 166 | Seestraße 47 (Karte)                 | Stallscheune           | | Stallscheune           |
| 165 | Seestraße 51 (Karte)                 | Wohnhaus und Scheune   | | Wohnhaus und Scheune   |
| 167 | Strand Richtung Heiligendamm (Karte) | Beobachtungsturm BT 11 | Der Ostsee-Grenzturm in Börgerende ist ein ehemaliger Wachturm der Grenzbrigade Küste der Grenztruppen der DDR. Als See-Grenzbeobachtungsturm (BT 11) gehörte er zu einer Reihe von ehemals 27 Türmen dieser Art an der Ostseeküste der DDR, von denen zwei erhalten sind. Der andere Wachturm steht in Kühlungsborn. | Beobachtungsturm BT 11 |

## Rethwisch
| ID  | Lage                          | Bezeichnung                                                               | Beschreibung | Bild                                                                      |
| --- | ----------------------------- | ------------------------------------------------------------------------- | --- | ------------------------------------------------------------------------- |
| 603 | Börgerender Straße 14 (Karte) | Bauernhof mit Wohnhaus, Stallscheune und Stall                            | 1-gesch., 10-achsiger Putzbau mit 2-gesch. Zwerchgiebel und Krüppelwalmdach | Bauernhof mit Wohnhaus, Stallscheune und Stall                            |
| 604 | Börgerender Straße 15 (Karte) | Bauernhof mit Wohnhaus, 2 Stallscheunen, 2 Backhäusern, Hofmauer          | 1-gesch. Putzbau mit 2-gesch. Zwerchgiebel und Krüppelwalmdach. | Bauernhof mit Wohnhaus, 2 Stallscheunen, 2 Backhäusern, Hofmauer          |
| 605 | Börgerender Straße 16 (Karte) | Bauernhof mit Wohnhaus, 2 Scheunen, Backhaus und Einfriedung              | 1-gesch. Putzbau mit 2-gesch. Zwerchgiebel und Krüppelwalmdach. | Bauernhof mit Wohnhaus, 2 Scheunen, Backhaus und Einfriedung              |
| 606 | Börgerender Straße 17 (Karte) | Bauernhof mit Wohnhaus, Hallenhaus, Scheune, Stall, Backhaus und Hofmauer | | Bauernhof mit Wohnhaus, Hallenhaus, Scheune, Stall, Backhaus und Hofmauer |
| 607 | Doberaner Straße 2 (Karte)    | Pfarrhof mit Wohnhaus und Scheune                                         | | Pfarrhof mit Wohnhaus und Scheune                                         |
| 608 | Schulstraße (Karte)           | Kirche                                                                    | Gotische, dreischiffige Kirche aus Granit und Feldsteinen vom Anfang des 14. Jahrhunderts; Westturm aus Holz mit Pyramidendach; Schnitzaltar 15. Jahrhundert; Sakramentshaus in Form eines Fialentürmchens. | Kirche                                                                    |
| 609 | Schulstraße 18 (Karte)        | Hallenscheune                                                             | Fachwerkbau mit Krüppelwalm | Hallenscheune                                                             |
| 610 | Schulstraße 34 (Karte)        | Hallenhaus                                                                | Hallenhaus in Fachwerkbauweise | Hallenhaus                                                                |

## Quelle
Denkmalliste des Landkreises Rostock A ‐ Z (Stand: 10. Februar 2021; PDF, 497 KB)